# Réaction en cascade

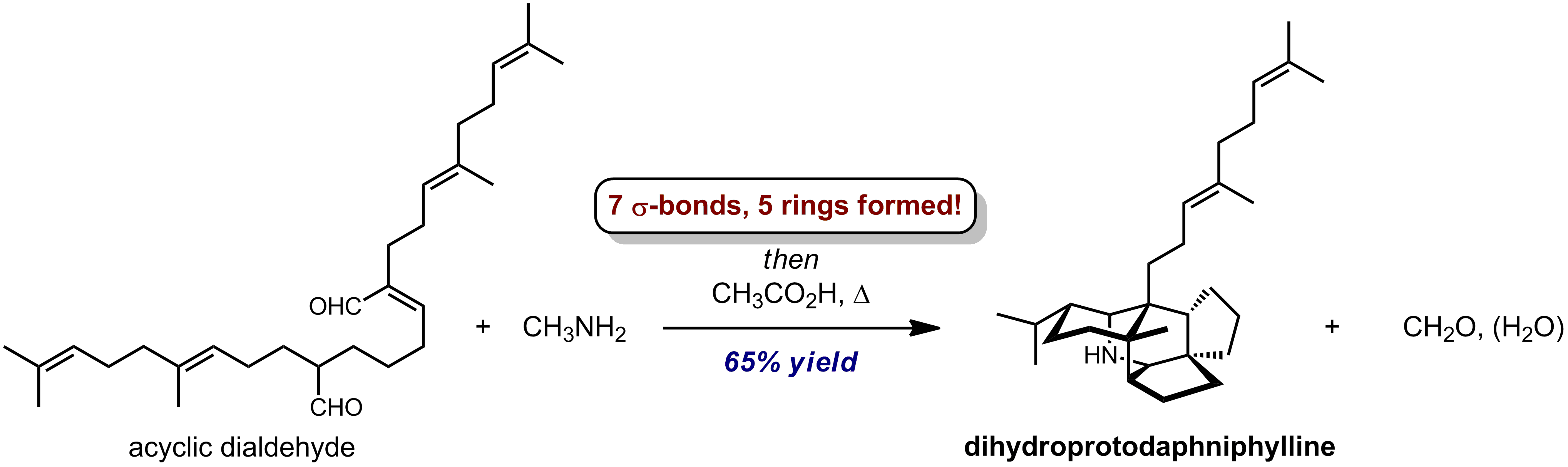
Les réactions en cascade sont souvent des étapes clés pour la synthèse totale et efficace de produits naturels complexes. L'étape clé de la synthèse de la dihydroprotodaphniphylline par Heathcock comprend une cascade hautement efficace impliquant deux condensations aldéhyde / amine, une cyclisation de type Prins et un transfert d'hydrure 1,5 pour donner une structure pentacyclique à partir d'un matériau de départ acyclique.

Une réaction en cascade, également connue sous le nom de réaction domino, réaction en tandem ou encore réactions successive, est un processus chimique qui comprend au moins deux réactions consécutives de telle sorte que les produits de la premières sont les réactifs de la seconde.

## Description
Dans les réactions en cascade, l'isolement des intermédiaires n'est pas nécessaire, car chaque réaction qui compose la séquence se produit spontanément. Dans la définition la plus stricte du terme, les conditions réactionnelles ne changent pas lors des étapes consécutives d'une réaction en cascade et aucun nouveau réactif n'est ajouté après l'étape initiale. En revanche, les synthèses monotopes permettent de manière similaire d'effectuer au moins deux réactions consécutives sans aucun isolement d'intermédiaires, mais n'empêchent pas l'ajout de nouveaux réactifs ou de changer les conditions réactionnelles après la première réaction. Ainsi, toute réaction en cascade est également une synthèse monotope, alors que l'inverse n'est pas vrai. Bien que souvent composées uniquement de transformations intramoléculaires, les réactions en cascade peuvent également se produire de manière intermoléculaire, auquel cas elles appartiennent également à la catégorie des réactions multicomposants.
Les avantages principaux des réactions successives comprennent une économie atomique élevée et la réduction des déchets générés par les divers processus chimiques, ainsi qu'au niveau du temps et du travail requis pour les réaliser,,. L'efficacité et l'utilité d'une réaction en cascade peuvent être mesurées en termes du nombre de liaisons formées dans la séquence globale, du degré d'augmentation de la complexité structurelle via le procédé et de son applicabilité à des classes plus larges de substrats,.